# Шафран, Сам
Сам Шафран, собственно Самюэль Берже (фр. Sam Szafran, Samuel Berger, 19 ноября 1934, Париж — 14 сентября 2019, Малакофф) — французский художник и график. Жил и работал в Париже.

## Биография
Сам Шафран родился 19 ноября 1934 года в Париже в семье еврейских эмигрантов из Польши. Первые годы своего детства он провёл в парижском квартале Ле-Аль.
Во время Второй мировой войны он избежал массовой облавы на евреев на Зимнем велодроме, во время которой был арестован его отец, отправленный в Аушвиц и погибший там. Первое время Шафран прятался с матерью и сестрой у крестьян в Луаре. После освобождения американскими солдатами из короткого заключения в лагере Дранси они прятались у семьи испанских республиканцев в Ло.
Большая часть семьи Шафрана была убита в 1944 году в немецких концлагерях, в то время как сам он и его мать с сестрой были отправлены с помощью Красного Креста в Винтертур в Швейцарии, где остановились в семье Хаберзат. В 1947 году они уехали к своему дяде в Австралию, город Мельбурн.
По возвращении во Францию в 1951 году Шафран посещал вечерние курсы живописи в школах города Парижа и вёл богемную жизнь, отчасти довольно суровую и опасную.
В 1963 году он женился на Лилетт Келлер, швейцарке из Юры, годом позже у них родился сын Себастьян. С 1974 года семья проживала в городе Малакофф парижской окрестности.

## Творчество
С 1953 по 1958 годы Шафран посещает парижскую Академию де ла Гранд Шомьер, где в это время преподаёт Анри Гётц. В Сен-Жермен-де-Пре и на Монпарнасе он знакомится с такими художниками, как Жан-Робер Ипустеги, Орландо Пелайо, Никола де Сталь, Жан-Поль Риопель, Джоан Митчелл, Ив Кляйн, Жан Тэнгли, и многими другими. Он открывает для себя творчество Симона Хантаи и Рекишо, коллажи Курта Швиттерса и работы Жана Дюбюффе. В это время он создаёт свои первые абстрактные картины и коллажи.
Позже Шафран возвращается к фигуративному искусству и производит серию Капуст (1958—1965).

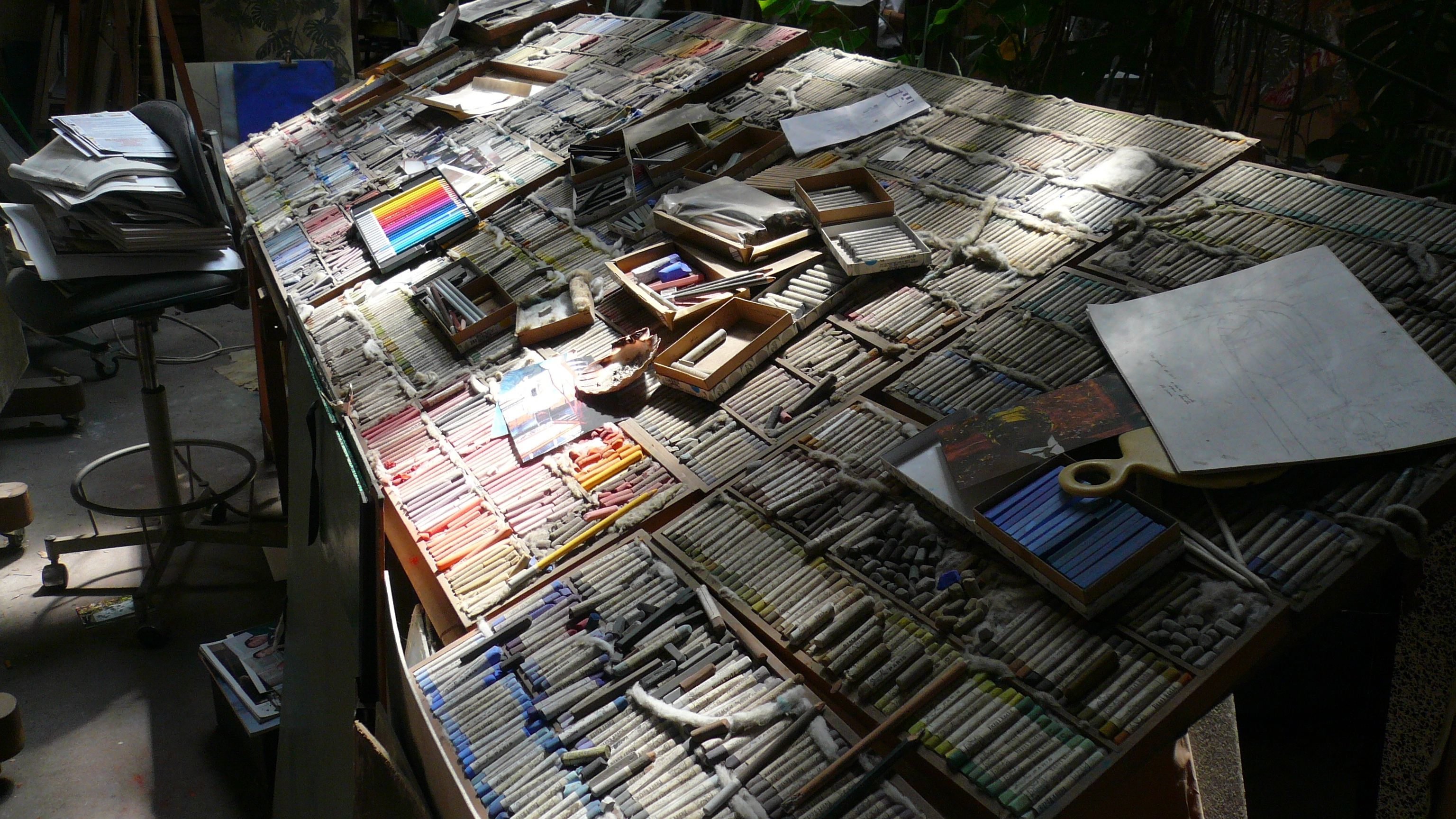
В мастерской художника

1960 год играет ключевую роль в его творческой карьере. Он впервые пробует себя в технике пастели, которая с этого момента становится его предпочитаемым материалом для живописи. В 1964 году он знакомится с Альберто Джакометти, который становится его неофициальным мэтром.
В этом же году художник вступает в галерею Клода Бернара в Париже. Годом позже коллекционер Жак Кершаш организует его первую персональную выставку. Позже его творчество возвращается вновь и вновь к нескольким избранным темам : Ателье (1969—1970), Типографии (1972) и Лестницы (начиная с 1974).
В 1972 Шафран примыкает на непродолжительный промежуток времени к Фернандо Аррабалю, Ролану Тодору и художественной группе Паника. В этом же году он заводит дружбу с Анри Картье-Брессоном.
В 1977 и 1978 годах он создаёт свои первые акварельные работы с неизменными темами, к которым добавляются ещё города. Около 1987 он начинает комбинировать пастель и акварель, сухую и мокрую технику. C 1999 по 2000 он впервые представляет публике свои крупноформатные Городские пейзажи.
Между 1999 и 2001 годами организуются две ретроспективы его творчества : Сам Шафран в Фонде Пьера Джанадда в Мартиньи, Швейцария, позже в Фонде Маг в Сен-Поль-де-Вансе, Франция, а также ретроспектива Ателье в ателье в Музее романтической жизни в Париже.
В 2004 и 2005 годах Шафран сотрудничает с керамиком Жоаном Гарди Артигасом для проекта Павильон Шафрана в Фонде Джанадда, торжественно открытом в 2006 году. За этим следуют две другие крупные ретроспективы: Сам Шафран, рисунки, пастели, акварели в музее Макса Эрнста в Брюле, Германия (2010—2011), и Пятьдесят лет живописи в Фонде Джанадда в Мартиньи (2013). Там он впервые выставляет свои крупноформатные произведения.

## Награды
- 1993 Гран-при искусств города Парижа des Arts de la Ville de Paris.
- 2011 Премия Пьеро Кроммелинка[14]
- 2013 Командор ордена Искусств и литературы

## Фильмография
- Sam Szafran — Escaliers, продуцировано и реализовано Антуаном Креттоном для Фонда Пьера Джанадда, Мартиньи, 2006
- Sam Szafran — Ni dieu, ni maître, продуцировано и реализовано Антуаном Креттоном, копродуцированно Фондом Пьера Джаннада, Мартиньи, 2013